# Zgornje Partinje
Zgornje Partinje je naselje v občini Sveti Jurij v Slovenskih goricah; leži v zahodnem delu občine, med dvema vrhovoma in vmesno dolino Partinjskega potoka. Prevladujejo manjše in srednje velike kmetije. Danes se naselje postopoma razvija, saj se ljudje ukvarjajo tudi z obrtjo, kmečkim turizmom in tržno proizvodnjo. V preteklosti so v Partinju obdelovali veliko vinogradov in vinogradništvo je bilo tudi glavna gospodarska panoga.

## Zgodovina:
Kraj se prvič omenja leta 1220 (Alfons Dopsch). Zelo pomembna listina, ki jo hrani Pokrajinski arhiv Maribor, je ohranjena iz leta 1466 in opisuje, da se Žid Aram, Izmaelov sin, iz Maribora, odpoveduje vsem pravicam do vinograda z vsem pripadajočim v Partinjah.
Na območju kraja Zgornje Partinje so v preteklosti uporabljali tudi »rude« slovenskogoriškega peščenjaka.